# Daniele Montevago
Daniele Montevago (Palermo, 18 marzo 2003) è un calciatore italiano, attaccante del Perugia.

## Caratteristiche tecniche
Di ruolo centravanti, è forte fisicamente e dotato di buon fiuto del gol.
Pur essendo stato paragonato a Christian Vieri per le sue caratteristiche, ha dichiarato di avere come modelli Duván Zapata e Fabio Quagliarella.

## Carriera

### Club
Nato a Palermo, Montevago cresce in una squadra della sua città d'origine, l'Atletico Stella d'Oriente, per poi entrare a far parte del settore giovanile del Palermo nel 2017. In seguito al fallimento della società rosanero, nel 2019 si trasferisce alla Sampdoria.
Dopo essersi affermato nella squadra Primavera dei blucerchiati, l'attaccante inizia ad allenarsi con la prima squadra nella seconda metà della stagione 2021-2022, agli ordini di Marco Giampaolo: quindi, nell'estate del 2022, rinnova il proprio contratto con il club fino al 2025.
Il 29 ottobre 2022, Montevago esordisce fra i professionisti (oltreché in Serie A), prendendo il posto di Manolo Gabbiadini al 78º minuto della partita persa per 3-0 in casa dell'Inter. Il 12 gennaio 2023, gioca la sua prima partita da titolare, disputando l'incontro di Coppa Italia con la Fiorentina, perso per 1-0. Termina la sua prima stagione da professionista con sette presenze in totale, di cui sei in campionato e una in Coppa Italia.
Il 1º settembre 2023, Montevago viene ceduto in prestito per una stagione al Gubbio, in Serie C. Il 23 settembre seguente, segna il suo primo gol fra i professionisti, decidendo su rigore la sfida di campionato vinta per 1-0 contro la Vis Pesaro.
L’11 gennaio 2024, viene girato in prestito alla Virtus Entella, sempre in Serie C. Segna il suo primo e unico gol con i biancocelesti alla settima presenza, il 5 marzo nel 5-0 contro il Perugia.
Il 29 luglio 2024, viene ceduto a titolo definitivo, con diritto di recompra, al Perugia, di nuovo nella terza serie. Segna il suo primo gol al debutto nella vittoria esterna contro il Latina (1-4), gara valida per il primo turno di Coppa Italia Serie C. Segna invece la sua prima doppietta in campionato il 30 agosto nel 3-0 contro la SPAL. In tutto sono 15 i gol segnati nella sua prima stagione con gli umbri.

### Nazionale
Dopo aver partecipato a raduni di selezione con le rappresentative Under-15 e Under-16 fra il 2017 e il 2019, a partire dal 2022 Montevago ha giocato per la nazionale Under-20.
Nel maggio del 2023, è stato incluso dal selezionatore Carmine Nunziata nella lista dei convocati della nazionale Under-20 per il Mondiale di categoria in Argentina.

## Vita privata
Nel giugno del 2024, si è sposato con la compagna Grazia Saladino.

## Statistiche

### Presenze e reti nei club
Statistiche aggiornate al 28 aprile 2025.
| Stagione        | Squadra         | Campionato      | Campionato | Campionato | Coppe nazionali | Coppe nazionali | Coppe nazionali | Coppe continentali | Coppe continentali | Coppe continentali | Altre coppe | Altre coppe | Altre coppe | Totale | Totale | Totale |
| Stagione        | Squadra         | Comp            | Pres       | Reti       | Comp            | Pres            | Reti            | Comp               | Pres               | Reti               | Comp        | Pres        | Reti        | Pres   | Reti   |        |
| --------------- | --------------- | --------------- | ---------- | ---------- | --------------- | --------------- | --------------- | ------------------ | ------------------ | ------------------ | ----------- | ----------- | ----------- | ------ | ------ | ------ |
| 2022-2023       | Sampdoria       | A               | 6          | 0          | CI              | 1               | 0               | -                  | -                  | -                  | -           | -           | -           | 7      | 0      |        |
| 2023-gen. 2024  | Gubbio          | C               | 16         | 2          | CI-C            | 1               | 0               | -                  | -                  | -                  | -           | -           | -           | 17     | 2      |        |
| gen.-giu. 2024  | Virtus Entella  | C               | 13         | 1          | CI-C            | -               | -               | -                  | -                  | -                  | -           | -           | -           | 13     | 1      |        |
| 2024-2025       | Perugia         | C               | 30         | 13         | CI-C            | 3               | 2               | -                  | -                  | -                  | -           | -           | -           | 33     | 15     |        |
| Totale carriera | Totale carriera | Totale carriera | 65         | 16         |                 | 5               | 2               |                    | 0                  | 0                  |             | 0           | 0           | 70     | 18     |        |

### Cronologia presenze e reti in nazionale
| Cronologia completa delle presenze e delle reti in nazionale ― Italia under 20 | Cronologia completa delle presenze e delle reti in nazionale ― Italia under 20 | Cronologia completa delle presenze e delle reti in nazionale ― Italia under 20 | Cronologia completa delle presenze e delle reti in nazionale ― Italia under 20 | Cronologia completa delle presenze e delle reti in nazionale ― Italia under 20 | Cronologia completa delle presenze e delle reti in nazionale ― Italia under 20 | Cronologia completa delle presenze e delle reti in nazionale ― Italia under 20 | Cronologia completa delle presenze e delle reti in nazionale ― Italia under 20 |
| Data                                                                           | Città                                                                          | In casa                                                                        | Risultato                                                                      | Ospiti                                                                         | Competizione                                                                   | Reti                                                                           | Note                                                                           |
| ------------------------------------------------------------------------------ | ------------------------------------------------------------------------------ | ------------------------------------------------------------------------------ | ------------------------------------------------------------------------------ | ------------------------------------------------------------------------------ | ------------------------------------------------------------------------------ | ------------------------------------------------------------------------------ | ------------------------------------------------------------------------------ |
| 23-9-2022                                                                      | Cova da Piedade                                                                | Portogallo under 20                                                            | 1 – 2                                                                          | Italia under 20                                                                | Torneo Otto Nazioni                                                            | -                                                                              | 57’                                                                            |
| 27-9-2022                                                                      | Varese                                                                         | Italia under 20                                                                | 3 – 0                                                                          | Svizzera under 20                                                              | Amichevole                                                                     | 1                                                                              |                                                                                |
| 17-11-2022                                                                     | Arad                                                                           | Romania under 20                                                               | 1 – 2                                                                          | Italia under 20                                                                | Amichevole                                                                     | -                                                                              | 58’                                                                            |
| 21-11-2022                                                                     | Sassuolo                                                                       | Italia under 20                                                                | 2 – 1                                                                          | Rep. Ceca under 20                                                             | Amichevole                                                                     | -                                                                              | 46’                                                                            |
| 21-5-2023                                                                      | Mendoza                                                                        | Italia under 20                                                                | 3 – 2                                                                          | Brasile under 20                                                               | Mondiali Under-20 2023 - 1º turno                                              | -                                                                              | 75’                                                                            |
| 24-5-2023                                                                      | Mendoza                                                                        | Italia under 20                                                                | 0 – 2                                                                          | Nigeria under 20                                                               | Mondiali Under-20 2023 - 1º turno                                              | -                                                                              | 59’                                                                            |
| 27-5-2023                                                                      | Mendoza                                                                        | Rep. Dominicana under 20                                                       | 0 – 3                                                                          | Italia under 20                                                                | Mondiali Under-20 2023 - 1º turno                                              | -                                                                              | 46’                                                                            |
| 31-5-2023                                                                      | La Plata                                                                       | Inghilterra under 20                                                           | 1 – 2                                                                          | Italia under 20                                                                | Mondiali Under-20 2023 - Ottavi di finale                                      | -                                                                              | 75’                                                                            |
| 03-6-2023                                                                      | San Juan                                                                       | Colombia under 20                                                              | 1 – 3                                                                          | Italia under 20                                                                | Mondiali Under-20 2023 - Quarti di finale                                      | -                                                                              | 69’ 85’                                                                        |
| 08-6-2023                                                                      | La Plata                                                                       | Italia under 20                                                                | 2 – 1                                                                          | Corea del Sud under 20                                                         | Mondiali Under-20 2023 - Semifinale                                            | -                                                                              | 82’                                                                            |
| 11-6-2023                                                                      | La Plata                                                                       | Uruguay under 20                                                               | 1 – 0                                                                          | Italia under 20                                                                | Mondiali Under-20 2023 - Finale                                                | -                                                                              | 56’                                                                            |
| 7-9-2023                                                                       | Berlino                                                                        | Germania under 20                                                              | 1 – 1                                                                          | Italia under 20                                                                | Torneo Otto Nazioni                                                            | -                                                                              | 66’                                                                            |
| 11-9-2023                                                                      | Tábor                                                                          | Rep. Ceca under 20                                                             | 0 – 1                                                                          | Italia under 20                                                                | Torneo Otto Nazioni                                                            | -                                                                              | 86’                                                                            |
| 13-10-2023                                                                     | Catanzaro                                                                      | Italia under 20                                                                | 1 – 0                                                                          | Polonia under 20                                                               | Torneo Otto Nazioni                                                            | -                                                                              | 79’                                                                            |
| 16-11-2023                                                                     | Doncaster                                                                      | Inghilterra under 20                                                           | 0 – 3                                                                          | Italia under 20                                                                | Torneo Otto Nazioni                                                            | -                                                                              | 60’                                                                            |
| Totale                                                                         |                                                                                | Presenze                                                                       | 15                                                                             |                                                                                | Reti                                                                           | 1                                                                              |                                                                                |